# غريغ بريلي
غريغ بريلي (بالإنجليزية: Greg Briley)‏ هو لاعب كرة قاعدة أمريكي، ولد في 24 مايو 1965 في غرينفيل في الولايات المتحدة.

## وصلات خارجية
- غريغ بريلي على موقعبيزبول رفرنس.كوم (الدوري الرئيسي) (الإنجليزية)
- غريغ بريلي على موقعبيزبول رفرنس.كوم (الدوري الثانوي) (الإنجليزية)